# Horror vacui

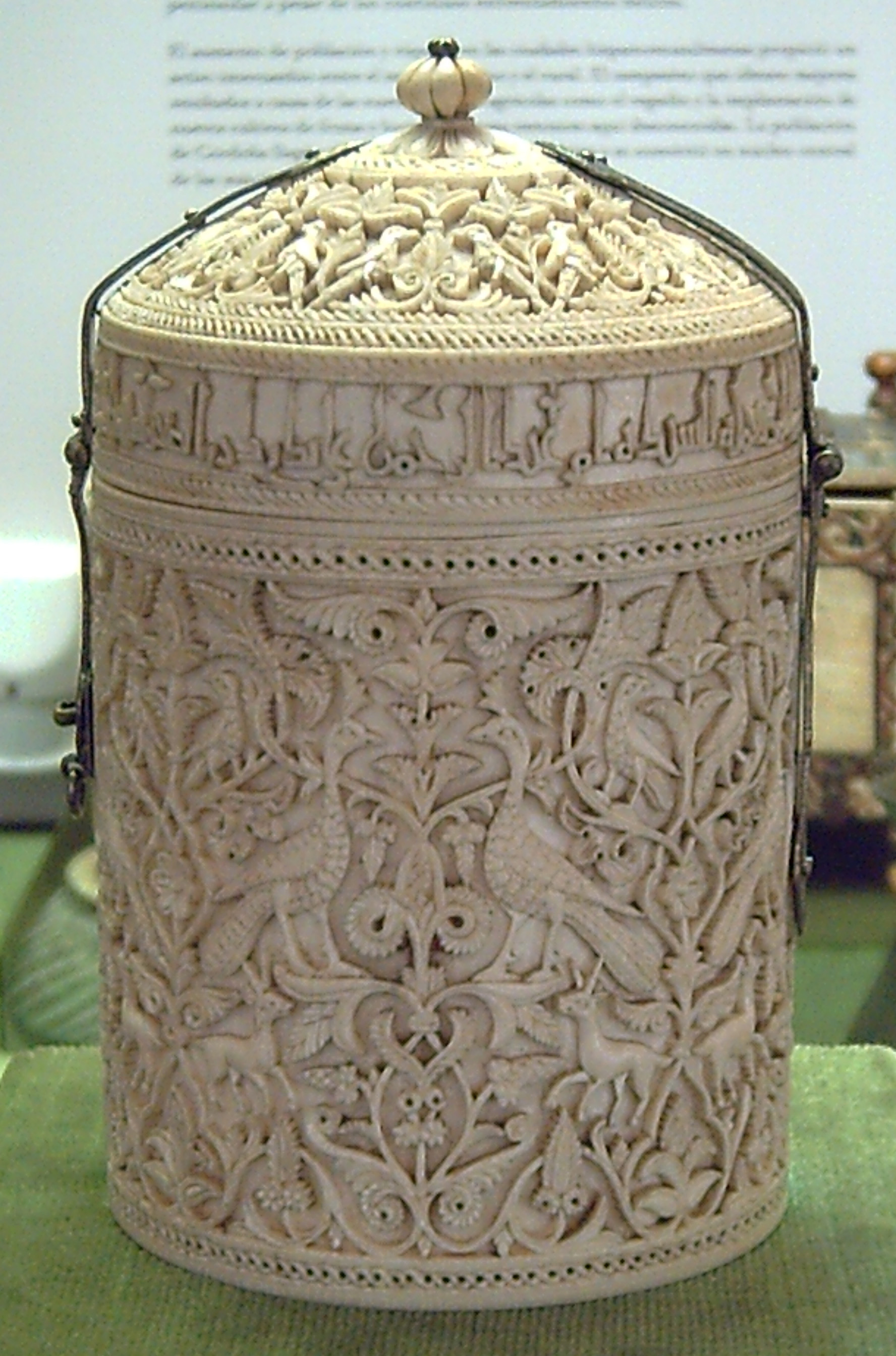
Obra d'art califal cordovès, exemple d'horror vacui.

L'expressió llatina horror vacui (literalment «por del buit») s'utilitza en la història de l'art, especialment en la crítica de la pintura, per descriure l'ompliment de tot espai buit en una obra d'art amb algun tipus de disseny o imatge. És una de les característiques generals de l'enrajolat matemàtic o dels densos camps d'ompliment als dissenys entrellaçats celtes.
Alguns exemples d'horror vacui poden trobar-se en objectes bàrbars com ara el vaixell viking de Sutton Hoo, la creu de Ruthwell o a la cripta de San Isidoro de Lleó. També és característic de l'estètica del barroc i especialment del rococó, així com de la decoració islàmica i el luxe ostentós de l'art romà d'Orient.
El terme s'associa especialment al crític i investigador italià Mario Praz, qui ho va usar per descriure l'atmosfera aclaparadora i desordenada del disseny d'interiors a l'època victoriana.

## A la ciència
En física, l'anàlisi de l'opinió «La Natura avorreix el buit», sostinguda pels aristotèlics, va ser una de les discussions clau de la revolució científica del segle xvii, essent Blaise Pascal el seu principal oponent. La seva resposta solia ser: «I l'avorreix més a París que a Chamonix?», al·ludint al diferent espai deixat pel mateix baròmetre de mercuri en assajar-se en aquestes dues ciutats, a causa de la diferent altitud entre les dues ciutats, que implicava una diferent pressió atmosfèrica entre elles.